# Acacia phlebocarpa
Acacia phlebocarpa är en ärtväxtart som beskrevs av Ferdinand von Mueller. Acacia phlebocarpa ingår i släktet akacior, och familjen ärtväxter. Inga underarter finns listade i Catalogue of Life.